# The Daleks
The Daleks (bra: Os Daleks), às vezes referido como The Mutants e The Dead Planet, é o segundo serial da primeira temporada da série de ficção científica britânica Doctor Who. A história foi transmitida originalmente em sete semanas, entre 21 de dezembro de 1963 e 1 de fevereiro de 1964 na BBC TV. Essa foi a primeira história a se passar completamente em um planeta alienígena. Foi escrito por Terry Nation e dirigido por Christopher Barry e Richard Martin. Essa história marcou a primeira aparição dos maiores inimigos do Doutor, os Daleks, bem como o planeta natal destes, Skaro, e seu povo, os Thals.
Nesse arco, o Primeiro Doutor (William Hartnell), sua neta Susan (Carole Ann Ford), e os professores dela Ian Chesterton (William Russell) e Barbara Wright (Jacqueline Hill) pousam em uma floresta alienígena e são capturados pelos Daleks, uma raça de criaturas mutantes que vivem da radiação que permanece na atmosfera depois de uma guerra nuclear que travaram com seus inimigos.

## Sinopse
A TARDIS trouxe os viajantes para o planeta Skaro onde se encontram duas raças indígenas - os Daleks, criaturas mutantes maliciosas incorporadas em máquinas blindadas e os Thals, belos humanoides com princípios pacifistas. Eles convencem os Thals da necessidade de lutar por sua própria sobrevivência.
Unindo forças com eles, o Doctor e seus companheiros enfrentam os vários perigos de Skaro enquanto eles lançam um ataque de duas frentes sobre a cidade Dalek. Todos os Daleks são mortos quando, no meio da batalha, seu suprimento de energia é cortado.

## Enredo

### The Dead Planet
Quando a TARDIS chega em uma floresta petrificada, o Primeiro Doctor e seus companions não sabem que o planeta é altamente radioativo. O Doctor está ansioso para explorar uma cidade futurística que encontram além da floresta. Ian e Barbara insistem que precisam voltar para a nave. No caminho de volta para a TARDIS, Susan se separa do resto do grupo e acredita ter sido tocada por uma mão humana. Uma vez de volta à nave, Susan fica desolada por ninguém acreditar nela, e Barbara diz não estar se sentindo bem. Alguém bate na porta da TARDIS, mas os scaners não mostram ninguém do lado de fora. Isto faz com que Ian e Barbara exijam que o Doctor os tire dali. Ele aparentemente obedece, mas, decidido em conseguir o que quer, o Doctor sabota a TARDIS, afirmando que o elo fluido necessita de mercúrio. O único lugar para encontrar mercúrio é na cidade.
Na manhã seguinte, quando os viajantes saem da TARDIS, encontram uma pequena caixa de metal no lado de fora. Dentro da caixa se encontra um pequeno frasco contendo um líquido âmbar, aparentemente deixado para trás pela pessoa que havia batido na porta na noite anterior. Susan coloca a caixa dentro da nave por segurança, e os quatro viajantes seguem em direção à cidade. A mesma é feita inteiramente de metal, com porta em formato de arco. Os viajantes se separam. Barbara anda por um corredor enquanto portas se fecham atrás dela conforme ela passa. Ela percebe que está presa. Uma criatura aparece, ameaçando-a com um braço de metal.

### The Survivors
Procurando por Barbara, Ian, Susan e o Doctor entram em uma sala cheia de máquinas, incluindo um contador Geiger-Müller, que confirma sua exposição à radiação. Eles percebem a gravidade da situação, fazendo com que o Doctor admita sobre sua sabotagem do elo fluido e sugerindo que deviam deixar o local imediatamente, abandonando Barbara. Isto causa mais tensão entre os viajantes. Ian leva consigo o elo fluido para ter certeza de que o Doctor o ajudaria a encontrar Barbara. Ao saírem da sala, encontram-se cercados por seres conhecidos como Daleks, que os emprisionam. Ian tenta fugir, mas leva um tiro dos Daleks, o que paralisa suas pernas. Eles são trancafiados junto com Barbara.
Os Daleks chamam o Doctor e o interrogam. Eles explicam que são sobreviventes de uma guerra neutrônica contra os Thals, habitantes do planeta, o que causam mutações nas duas raças. Os Daleks estão agora confinados em suas armaduras e limitados às bordas de sua cidade metálica. O Doctor convence os Daleks de que os viajantes irão morrer se nenhuma droga não for encontrada. Os Daleks ordenam que um deles vá embora imediatamente. O Doctor e Barbara não se sentem bem, e Ian ainda está paralisado, então Susan é enviada para buscar os frascos que haviam ficado do lado de fora da TARDIS. Ela sai da cidade entra na floresta petrificada, sendo seguida por uma figura misteriosa. Os Daleks revelam que quando as drogas chegassem, eles tomariam-nas para si próprios e deixariam os viajantes para que morressem. Tendo coletado as drogas anti-radiação na TARDIS, Susan se prepara para a jornada de volta à cidade.

### The Escape
Fora da TARDIS, Susan encontra um estranho. Ele é um marcante homem louro e bonito de nome Alydon. Sua aparência prova que sua raça, Os Thals, não sofreram a mesma mutação desfigurada dos Daleks. Alydon fica surpreso ao ouvir que os Daleks ainda estão vivos. Sua raça achava que eles foram dizimados durante a guerra neutrônica. Ele explica porque ele trouxe os remédios a Susan e trouxe mais, dizendo que os Daleks não são confiáveis. Ela deve manter o segundo segredo esconderijo. Ele explica que os Thals ter viajado muitas milhas em todo o planeta em busca de alimento, como a sua corrida é perto de fome. Eles esperam estabelecer um tratado para o alimento com os Daleks. Susan dirige-se para a cidade Dalek, enquanto Alydon retorna ao acampamento Thal e diz aos seus amigos sobre seu encontro, na esperança de Susan pode mediar um acordo de paz e comércio.
Susan cura seus amigos e passa em torno dos remédios, dizendo-lhes os Thals procura paz e comida. Os Daleks ao ouvir isso e implica a aceitação de um tratado, pedindo em troca que os Thals ajudá-los a cultivar a terra, mas na realidade eles estão tramando vingança e extermínio de seus antigos inimigos. A mensagem de paz é transportado para os Thals, que são convidados a recolher comida do hall de entrada para a cidade Dalek no dia seguinte. Eles acreditam que isso um verdadeiro sinal de amizade como Susan prometeu-lhes que, se a mensagem foi assinada por seu nome seria genuína.
Tendo recuperado da doença de radiação, o Doctor encena uma discussão entre si, que se transforma em uma luta. Na luta que se seguiu, Susan quebra a câmera que tem vindo a registar o seu movimento na célula. Usando esta recém-descoberta de liberdade para falar, os quatro especulam que os Daleks são alimentados por eletricidade estática devido ao fato de que os pisos são feitos de metal e que o cheiro de combustível. Ian teoriza que se fossem para quebrar o circuito entre o Dalek e o chão, que se tornaria inerte. Susan revela que Alydon deu-lhe um manto que poderiam usar para conseguir isso. Barbara afirma que, mesmo que isso fosse possível, o Dalek parece ser capaz de ver muito bem com seu pedúnculo ocular, de modo que seria muito difícil de alcançar. No entanto, ela elabora um plano para usar a sujeira fora de sapatos de Susan misturado com água para criar lama. A próxima vez que um Dalek vem por causa de comida, os cativos encravam a porta, forçando a criatura a voltar para dentro da célula para os quatro dominá-lo.
Eles abrem o Dalek, removendo a criatura dentro para que eles possam usar a concha robótica como meio de fuga. A monstruosidade dentro é envolto em capa de Alydon e despejado. Ian aperta dentro da caixa. Nesta guisa ele acompanha seus três amigos através da cidade, esperando que eles podem fazer uma pausa para a liberdade. A criatura removida do invólucro tenta rastejar para fora do manto. Parte do seu corpo mutante está livre, mas sem a concha que sustenta a sua vida, a criatura morre.

### The Ambush
A estrategia funciona quando Ian descobre como controlar o Dalek internamente, em vez de ter o Doctor  a empurrá-lo. Eles são interrompidos por um outro Dalek. Ian diz-se que ele é um deles e está tomando os três como prisioneiros para mais interrogatórios. No entanto, quando o mesmo Dalek faz perguntas, ele descobre que foi enganado e soa o alarme.
Enquanto isso, o Doutor travou magneticamente a porta para parar os Daleks de chegar a eles. As meninas e ele tentar obter Ian fora da caixa, mas o problema que ele esta preso. À medida que os Daleks queimar através da porta, Ian consegue convence-los a entrar no elevador de fuga. Depois de muita insistência, eles deixam Ian para trás. Uma vez seguro, eles enviam o elevador para baixo para Ian. Os Daleks entram na sala e explosão através do invólucro Dalek para encontrá-lo vazio. Ian escapou apenas no tempo e chegado no elevador. Uma vez que ele juntou-se a outros três, o Dalek convoca o elevador para alcançá-los.
Ian e seus amigos encontram-se em uma janela, onde eles observam os Thals chegar a recolher a comida. Os quatro avisam eles para alertá-los de que é uma emboscada, mas os Thals não podem ouvir. Os quatro avisam sobre elevador que está chegando. As pressas o Doctor consegue abrir uma porta para escapar. Ian, Susan, e Barbara atiraram numa escultura Dalek para baixo do poço do elevador para retardar o Dalek se aproximando. Por esta altura o Doctor tenha chegado a porta aberta e eles escapam. Uma vez fora, Ian decide volta para avisar os Thals de seu perigo, enquanto os outros correm para a segurança.
Como os Thals levaram a comida, o mais velho, Temmosus, decide fundamento com os Daleks para uma trégua mais duradoura onde em troca ele se oferece para trabalhar com os Daleks para criar comida e um ambiente estável. Sem o conhecimento dos Thals, eles estão sendo cercado por Daleks. Ian, observando isso tudo se desdobrar, grita para os Thals que é uma armadilha e muitos fugem. No entanto, Temmosus é exterminado.
Os Thals sobreviventes, incluindo Alydon, reagrupam com Ian e se juntam ao Doctor, Susan e Barbara no acampamento Thal. A Dyoni jovem Thal chamado fornece uma história do planeta Skaro partir de uma perspectiva Thal para o Doctor. Parece que os Daleks foram uma vez conhecidos como Dals, humanoides semelhantes a Thals. Eles se transformaram em suas formas atuais após a guerra neutrônico. Os Thals reagiram a sua história através da adoção de pacifismo como um credô, embora sua história revela-los como guerreiros. Ian tenta convencer os Thals que eles precisam para lutar contra os Daleks para sobreviver, mas o Doctor sugere que eles saiam. Para horror de todos, eles descobrem que eles não podem. O link fluido mantido por Ian lhe foi tirada quando ele procurou Daleks. O link para o fluido está na cidade, e os quatro estão presos em Skaro.

### The Expedition
Depois de tentar convencer os Thals que eles deveriam ser mais agressivos para com os Daleks, Ian e Alydon exibam agressão quando ele ameaça tomar Dyoni para os Daleks como um comércio para o link fluido. O novo líder Thal bate nele. Este ato de violência estimula os Thals em usar a violência apenas como um meio de fazer o bem e os Thals concordam em ajudar a tripulação da TARDIS. Um grupo vai acompanhar Ian e Barbara como eles cruzam o pântano na parte traseira da cidade situada perto de um lago radioativo preenchido com mutantes. Eles podem entrar na cidade sem ser visto por meio de uma entrada de trás. O outro grupo, liderado pelo Doctor e Susan, vai agir como um chamariz, entrando pela porta da frente.
Enquanto os Daleks parecem ter habilidades rudimentares para filmar o que está acontecendo na selva, eles não podem ouvir a quadrilha eclosão de seu plano. Eles são logo distraído. Uso de medicação anti-radiação deixada pelos viajantes, os Daleks 'tem um efeito ruim sobre eles.  um dos quintos dos Daleks adoecer. Os Daleks deduzem que eles tornaram-se imunes à radiação e de fato prosperar nele. Eles decidem aumentar os níveis de radiação sobre Skaro pela implantação de outra bomba neutrônico. Enquanto isso iria sustentar a raça Dalek, seria impossível para os Thals sobreviver.
A festa de ataque rumo ao Lago de mutações faz bem o progresso em sua longa jornada. Os quatro Thals, Elyon, Kristas, Ganatus e Antodus, acompanhar Barbara e Ian. Ganatus e Antodus são irmãos e foram para o lago antes das consequências fatais para dois de seu partido. O lago contém muitos seres mutantes da precipitação da guerra neutrônico. Ian logo viu como uma criatura multi-tentáculos na água. A próxima manhã Ian descobre uma série de tubos que sugam a água do lago para a cidade. A festa que reuniram ficam chocados ao ouvir um deles, Elyon, grita como um monstro arrasta-o abaixo da superfície turvas em uma grande banheira de hidromassagem.

### The Ordeal
Elyon está morto, mas mesmo que os Thals estão chateados (especialmente Antodus), o partido deve continuar com sua viagem e subir a montanha para completar sua parte no plano.
Na frente da cidade do partido o Doctor bloqueia vídeo e comunicação de rádio na mascara dos Daleks 'irradiando luz no topo dos mastros para embaralhar as imagens que recebem. Eles usam esse silêncio do rádio para esgueirar-se para a cidade.
Embora este plano está sendo colocado em ação, os líderes dos Daleks recebem a notícia de que levaria vinte e três dias para criar uma bomba neutrônico poderoso o suficiente para sustentar a radiação para garantir a sobrevivência dos Daleks '. À medida que os Daleks absorver esta notícia, o Doctor e Susan sabotam uma caixa de controle de eletricidade estática. O Doctor pede a Susan a entregar sua chave para a TARDIS, e deixa-lo em um painel de parede para extrair energia longe do sistema, prometendo a ela que ele sempre pode fazer uma nova chave, se necessário. Susan aponta um segundo painel, o que o Doctor reestrutura ao curto-circuito. Ele destrói alguns dos terminais do computador os Daleks. Infelizmente, a sua atividade alerta os Daleks, que logo os cercam. Eles são levados para o centro de controle da cidade e são informados do plano de Dalek para irradiar todo o planeta. Em vez de deixar cair uma bomba neutrônico, os Daleks vai explodir seus reatores nucleares para criar a radiação.
Enquanto isso, o partido de Ian encontrou um túnel que deve conduzir à cidade dos Daleks. Deixam cair em uma fenda que dirige diretamente para a cidade. Antodus tenta convencer seus companheiros que eles deveriam voltar atrás, dizendo mesmo que sobreviver a viagem, os Daleks vão matá-los. Enquanto eles discutem, ocorre uma avalanche. Ele fere Antodus e bloqueia qualquer possibilidade de recuo. O único caminho é para a frente - e um vasto abismo é o seu próximo obstáculo. Ian salta em primeiro lugar, seguido pelo segundo Thal, que descobre outro túnel que eles podem usar. Um por um, o partido tem que pular, apoiado por uma corda que amarra Ian a uma rocha e, em seguida, em torno de si. O último a saltar é Antodus, que perde o equilíbrio e cai no abismo, o seu peso quebra a rocha e arrastando Ian em direção à borda.

### The Rescue
Antodus sacrifica sua vida para salvar os outros, cortando a corda e deixar-se cair. Os outros se pressionam e logo encontram-se em um beco sem saída, com o seu desvanecimento luz. Eles discutem vai voltar; no entanto, como a luz corta, eles vêem uma luz a partir de um buraco no penhasco e encontram uma entrada para a cidade.
Os Daleks já fizeram que o Doctor e Susan para a sua sala de controle. Dizem-lhe de seus planos para acabar com todas as outras vidas em Skaro para que eles possam prosperar na precipitação de neutrônico. Em desespero, o Doctor diz que ele vai ajudar os Daleks construir outra TARDIS. Eles dizem que podem fazer por si próprios e não precisa do Doctor para ajudá-los.
Na frente da cidade, Alydon também levou outra banda dos Thals em um assalto, na esperança de resgatar o Doctor e Susan. Por sorte este partido se reúne com a gangue de Ian e elegem para atacar o centro de controle dos Daleks ao mesmo tempo. Juntos, eles podem destruir o aparelho dos Daleks e impedir a libertação de radiação. Eles também podem desativar a fonte de energia para os Daleks na cidade. As criaturas tornam-se imóveis e podem morrer em breve, mas não antes de pedir ao Doctor para reparar o seu sistema, que ele se recusa a fazer. Os Thals estão revoltados com toda a morte, mas somos gratos que sua luta está finalmente terminado.
Todos eles retornam ao acampamento Thal - desta vez com a ligação de fluido - e o Doctor e seu partido fazer as suas despedidas e voltar ao TARDIS. É revelado que Barbara e Ganatus têm tido algo de um romance entre eles se beijam pouco antes Barbara é chamado-a para a TARDIS.
Assim que eles estão em vôo, há uma explosão no console e os quatro viajantes cai no chão.

## Produção
Editor do roteiro David Whitaker encomendou uma série de seis partes de escritor de comédia Terry Nation, depois de ter sido impressionado pelo seu trabalho na série de ficção científica Out of This World. Este foi formalmente comissionado sob o título The Mutants em 31 de julho, e foi originalmente destinado a ar em quarto lugar no line-up da temporada, depois de Marco Polo.   O designer originalmente atribuído a esta série foi Ridley Scott, mais tarde um famoso diretor de cinema . No entanto, um problema com a agenda de Scott significava que ele foi substituído por Raymond Cusick, que foi, assim, dada a tarefa de realizar as criaturas Dalek.  Cusick criou a base do design dos Daleks em um homem sentado em uma cadeira.  Os Daleks provaram serem muito popular, mas Cusick recebeu pouco dinheiro pela venda de mercadorias com o seu design.